# ژانگ میائویی
ژانگ میائویی (چینی ساده: 张淼怡; پین‌یین: Zhāng Miǎoyí؛ زادهٔ ۱۳ سپتامبر ۱۹۹۸) بازیگر اهل چین است. او بیشتر به خاطر ایفای نقش در مجموعه تلویزیونی وقتی به سویت پرواز می‌کنم (۲۰۲۳) شناخته می‌شود که باعث شهرت بین‌المللی او شد.

## اوایل زندگی
ژانگ میائویی در ۱۳ سپتامبر ۱۹۹۸ در ژجیانگ، چین به دنیا آمد. او در ششم ابتدایی به پکن رفت تا ادامه تحصیل دهد. در سال ۲۰۱۷، پس از فارغ‌التحصیلی از دبیرستان، او در رشتهٔ بازیگری مؤسسه هنرهای بصری شانگهای پذیرفته شد.

## فیلم‌شناسی

### فیلم
| سال  | عنوان            | نقش       | منابع |
| ---- | ---------------- | --------- | ----- |
| ۲۰۲۴ | رؤیای تالار قرمز | لین دای‌یو | [ ۲ ] |

### مجموعه تلویزیونی
| سال       | عنوان                    | نقش             | توضیحات               | منابع       |
| --------- | ------------------------ | --------------- | --------------------- | ----------- |
| ۲۰۲۱      | بیستروی چهارراه          | بازیگر          |                       |             |
| ۲۰۲۱      | خارج از رؤیا             | منگ رو شن جی    |                       | [ ۳ ]       |
| ۲۰۲۱      | زنان شگفت‌انگیز           | جی شیانگ        |                       | [ ۴ ]       |
| ۲۰۲۲      | بیا الان ملاقات کنیم     | فو تیان         |                       | [ ۵ ]       |
| ۲۰۲۲–۲۰۲۳ | Please Don't Spoil Me    | یان یی‌یی        | فصل ۱–۵               | [ ۶ ] [ ۷ ] |
| ۲۰۲۳      | سلام تهیه‌کننده           | نوی ی چیو تای   |                       |             |
| ۲۰۲۳      | وقتی به سویت پرواز می‌کنم | سو زای‌زای       |                       | [ ۸ ]       |
| ۲۰۲۳      | افسانهٔ اختصاصی           | شیائو تو        |                       | [ ۹ ]       |
| ۲۰۲۳      | بازگشت به هفده سالگی     | ژونگ شیائوشیائو |                       |             |
| ۲۰۲۴      | تلهٔ شیرین                | لی نای          |                       |             |
| ۲۰۲۴      | نیش‌های سرنوشت            | ئی شو           | حضور افتخاری (قسمت ۱) | [ ۱۰ ]      |
| ۲۰۲۴      | نگهبانان دافنگ           | شو لینگ‌یو       |                       | [ ۱۱ ]      |
| ۲۰۲۵      | اولین یخبندان            | ژونگ سی‌چیائو    |                       |             |